# Nenad Grozdić
Nenad Grozdić (in serbo Ненад Гроздић?; Kučevo, 3 febbraio 1974) è un allenatore di calcio ed ex calciatore serbo, di ruolo centrocampista.

## Carriera

### Allenatore
Dal luglio al dicembre 2022 allena l'OFK Belgrado, in massima serie serba.

### Nazionale
Tra il 1998 e il 2000 ha collezionato undici presenze con la Jugoslavia, la prima di queste il 24 febbraio 1998 nell'amichevole persa per 3-1 contro l'Argentina.

## Statistiche

### Cronologia presenze e reti in Nazionale
| Cronologia completa delle presenze e delle reti in nazionale ― Jugoslavia | Cronologia completa delle presenze e delle reti in nazionale ― Jugoslavia | Cronologia completa delle presenze e delle reti in nazionale ― Jugoslavia | Cronologia completa delle presenze e delle reti in nazionale ― Jugoslavia | Cronologia completa delle presenze e delle reti in nazionale ― Jugoslavia | Cronologia completa delle presenze e delle reti in nazionale ― Jugoslavia | Cronologia completa delle presenze e delle reti in nazionale ― Jugoslavia | Cronologia completa delle presenze e delle reti in nazionale ― Jugoslavia |
| Data                                                                      | Città                                                                     | In casa                                                                   | Risultato                                                                 | Ospiti                                                                    | Competizione                                                              | Reti                                                                      | Note                                                                      |
| ------------------------------------------------------------------------- | ------------------------------------------------------------------------- | ------------------------------------------------------------------------- | ------------------------------------------------------------------------- | ------------------------------------------------------------------------- | ------------------------------------------------------------------------- | ------------------------------------------------------------------------- | ------------------------------------------------------------------------- |
| 24-2-1998                                                                 | Mar del Plata                                                             | Argentina                                                                 | 3 – 1                                                                     | Jugoslavia                                                                | Amichevole                                                                | -                                                                         | 57’                                                                       |
| 23-9-1998                                                                 | São Luís                                                                  | Brasile                                                                   | 1 – 1                                                                     | Jugoslavia                                                                | Amichevole                                                                | -                                                                         | 55’                                                                       |
| 18-11-1998                                                                | Belgrado                                                                  | Jugoslavia                                                                | 1 – 0                                                                     | Irlanda                                                                   | Qual. Euro 2000                                                           | -                                                                         | 84’                                                                       |
| 23-12-1998                                                                | Ramat Gan                                                                 | Israele                                                                   | 2 – 0                                                                     | Jugoslavia                                                                | Amichevole                                                                | -                                                                         |                                                                           |
| 10-2-1999                                                                 | Ta' Qali                                                                  | Malta                                                                     | 0 – 3                                                                     | Jugoslavia                                                                | Qual. Euro 2000                                                           | -                                                                         | 88’                                                                       |
| 8-6-1999                                                                  | Salonicco                                                                 | Jugoslavia                                                                | 4 – 1                                                                     | Malta                                                                     | Qual. Euro 2000                                                           | -                                                                         | 63’                                                                       |
| 23-2-2000                                                                 | Skopje                                                                    | Macedonia                                                                 | 1 – 2                                                                     | Jugoslavia                                                                | Amichevole                                                                | -                                                                         |                                                                           |
| 28-3-2000                                                                 | Belgrado                                                                  | Jugoslavia                                                                | 1 – 0                                                                     | Cina                                                                      | Amichevole                                                                | -                                                                         |                                                                           |
| 25-5-2000                                                                 | Pechino                                                                   | Cina                                                                      | 0 – 2                                                                     | Jugoslavia                                                                | Amichevole                                                                | -                                                                         |                                                                           |
| 28-5-2000                                                                 | Seul                                                                      | Corea del Sud                                                             | 0 – 0                                                                     | Jugoslavia                                                                | Amichevole                                                                | -                                                                         | 75’                                                                       |
| 16-8-2000                                                                 | Belfast                                                                   | Irlanda del Nord                                                          | 1 – 2                                                                     | Jugoslavia                                                                | Amichevole                                                                | -                                                                         | 67’                                                                       |
| Totale                                                                    |                                                                           | Presenze                                                                  | 11                                                                        |                                                                           | Reti                                                                      | 0                                                                         |                                                                           |